# André Lejeune (homme politique)
Pour les articles homonymes, voir André Lejeune et Lejeune.
André Lejeune, né le 4 juillet 1935 à Ajain (Creuse) et mort le 9 septembre 2009 à Sainte-Feyre, est un homme politique français.
Maire de Guéret de 1978 à 1998, il est député socialiste entre 1981 et 1993, puis sénateur de Creuse du 27 septembre 1998 à sa mort.

## Biographie
Fils d'ouvrier, André Lejeune suit des études à l'université de Clermont-Ferrand, puis enseigne les sciences physiques pendant plusieurs années au lycée de jeunes filles, au lycée Pierre-Bourdan puis au lycée technique (Jean Favard) de Guéret.
Engagé en politique, il adhère au début des années 1960 au Parti socialiste unifié (PSU) dont il est le secrétaire fédéral de 1964 à 1968. Il intègre ensuite le CERES de Jean-Pierre Chevènement et rejoint le Parti socialiste où il est proche d'Henri Emmanuelli.
Il est élu conseiller municipal de Guéret en 1971 et commence une longue carrière d'élu local : conseiller général (1973), premier adjoint au maire de Guéret (1977) et maire de Guéret en 1978 en remplacement de Guy Beck démissionnaire. Il cède le mandat de maire en 1998 à son premier adjoint, Michel Vergnier actuel député-maire. Conservant un siège de conseiller municipal, il peut prendre la tête de communauté de communes Guéret-Saint-Vaury, qu'il conserve jusqu'à sa mort.
Élu sénateur de la Creuse en 1980, il quitte ce siège au profit de William Chervy, après son élection comme député de la Creuse en 1981 à l'occasion de la « vague rose » qui suit l'élection de François Mitterrand à la présidence de la République. Il est constamment réélu jusqu'à sa défaite face à Bernard de Froment en 1993.
André Lejeune retrouve le Sénat à l'occasion des élections du 27 septembre 1998. Il est réélu le 21 septembre 2008.
Atteint d'un cancer du poumon, André Lejeune décède le 9 septembre 2009 au centre médical de Sainte-Feyre. Il est inhumé au cimetière de Guéret.
Il est remplacé au Sénat par sa suppléante, Renée Nicoux.

## Détail des fonctions et des mandats
Mandats parlementaires
- 28 septembre 1980 - 21 juin 1981 : sénateur de la Creuse
  - Démissionnaire à la suite de son élection comme député (cf. législatives 1981)
- 2 juillet 1981 - 1er avril 1986 : député de la première circonscription de la Creuse
- 2 avril 1986 - 14 mai 1988 : député de la Creuse
  - Élu au scrutin proportionnel (cf. législatives 1986)
- 23 juin 1988 - 1er avril 1993 : député de la première circonscription de la Creuse
- 27 septembre 1998 - 9 septembre 2009 : sénateur de la Creuse
  - Réélu le 21 septembre 2008 (cf. sénatoriales 2008)

Mandats locaux
- 21 mars 1971 - 9 septembre 2009 : conseiller municipal de Guéret
- septembre 1973 - 14 mars 1982 : conseiller général du canton de Guéret-Nord
  - Ne se représente pas lors des élections cantonales de 1982
- 1977 - 1982 : conseiller régional du Limousin
- 20 mars 1977 - 31 mars 1978 : premier adjoint au maire de Guéret (Guy Beck)
- 31 mars 1978 - 28 novembre 1998 : maire de Guéret
  - Élu premier édile à la suite de la démission de Guy Beck battu aux élections législatives
- 1998 - 9 septembre 2009 : président de la communauté de communes de Guéret Saint-Vaury